# カラモジャ地方

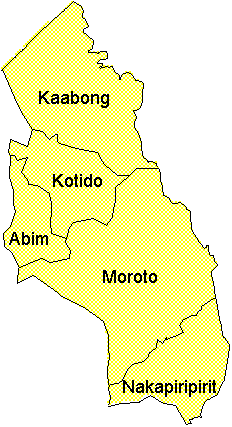
カラモジャ地方の県

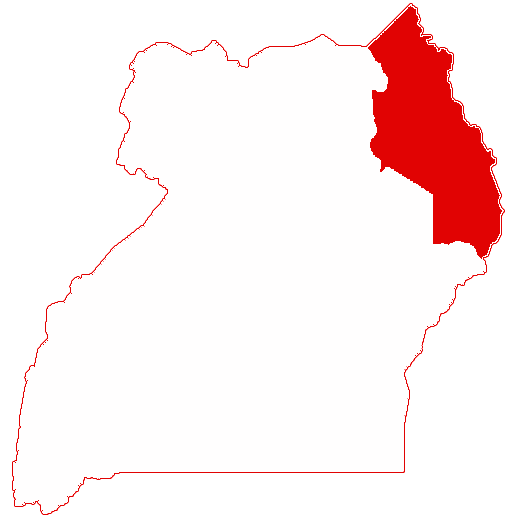
カラモジャ地方の位置

カラモジャ地方 (カラモジャちほう、Karamoja) はウガンダの東北部地域。北に南部スーダン、東にケニアリフトバレー州、南にセベイ（カプチョルワ県）、ブギス（ムバレ県、シロンコ県）、南西にテソ地方及びランゴ地方、西にアチョリ地方と接する。北からカボング県、コティド県、アビム県、モロト県、ナカピリピリ県が置かれている。カボング県北部にはキデポ国立公園があり、ナカピリピリ県の南方にはウガンダ・ケニア両国にエルゴン山国立公園がある。

## 地理
面積は約27,900 km²で、半乾燥で標高約1400mの高原地域で大部分がサバンナで木が稀にある。カダム山、ナパク山、モロト山が主な火山で東部は大地溝帯外縁の山脈である。

## 住民
主要な民族は東ナイル系でトゥルカナ族と近いカラモジョン族であり、地方名の由来である。他にクリア族系のイク族、オロポン族、テペス族、ラブウォル族、ニャンギ族、カレンジン系のポコット族などが住み、カラモジョンはドドス、ジエ、ボコラ、マセニコ、ピアン、メニングなどの氏族に分かれている。カラモジョンはカトリックや聖公会の布教を受入れたが、福音派の宣教活動も行われている。
2002年の国勢調査に拠ればカラモジャの人口は年平均7.2%増で1991年の370,423人から966,245人となった。特にコティド県では9.7%増であった。

## 経済
カラモジャではウシ、ヤギ、ヒツジ、ロバなどの放牧が主な生業であり、国境を越えて行われる。ジエ、ボコラ、ドドス、ポコット、マセニコは半放牧であり、ラブウォルは農業集落を形成し、テペス、カダム、イク、ニャンギ、メニングなど山岳部の民族も定住化されている。井戸のポンプ動力用に風力発電が用いられている。
飢餓が度々起り、かつては世界食糧計画 (WFP) が援助を行っていたが、近年配給が適正に行われていないことを確認した国境なき医師団が援助を開始した。

### マイクロクレジット
カラモジャでもマイクロクレジットが行われるようになり、都市部で約5,000 人に融資が行われた。融資対象人口は20万人が見込まれている。カラモジャの人口の80%はひと月の生活費が45,000ウガンダ・シリング以下である。

## カラモジャ紛争
乾燥地帯の放牧民は半戦士であり、家畜の略奪は日常行為であり、時折小規模な戦争が起った。武器の流入により、放牧民が槍から銃に持ち替えられ、戦争の被害が拡大した。ウガンダ・ケニア両政府が問題視し、ウガンダ政府などによる武装解除が行われたが、実施に際し暴動が起きた。
2006年には米のInner City Pressとウガンダ紙New Visionが国連開発計画の武装解除計画に伴いウガンダ人民防衛軍 (UPDF) と地域防衛部隊 (LDU) が人権侵害を行っていると報じた。ウガンダ政府は武装解除に伴う「戦士」との衝突だと主張したが、LDUへの強制徴用や少女を含む住民の殺害などが報じられた。軍はマニャテ（放牧民の家或は村）に武器があると疑いをかけると老人やこどもだろうが構わずに重火器で攻撃を加えた。回収された武器は破壊される筈であったが、ウガンダ当局により没収された。
2011年にはこの地方の問題を解決するための政府機関として、ウガンダ政府にカラモジャ省(2016年にカラモジャ問題省に改称)が設置された。

## 脚註
1. ↑  『ウガンダ国南部地域における再生可能エネルギーによる地方電化計画可能性調査』p.6, 海外コンサルティング企業協会、2005年。
2. ↑  「ウガンダ：プログラム責任者へのインタビュー　―暴動が多発するカラモジャ地方での活動立ち上げ―」国境なき医師団、2007年9月25日。
3. ↑  "In Uganda, UNDP's Belated Announcement of Program Halt Leaves Questions Unanswered", Inner City Press.
4. ↑  Anne Mugisa, "UNDP suspends Karamoja projects", New Vision, 28th June, 2006